# Spiophanes duplex
Spiophanes duplex är en ringmaskart som först beskrevs av Chamberlin 1919.  Spiophanes duplex ingår i släktet Spiophanes och familjen Spionidae.
Artens utbredningsområde är Mexikanska golfen. Inga underarter finns listade i Catalogue of Life.